# Municipio de Nunda (Dakota del Sur)
El municipio de Nunda (en inglés: Nunda Township) es un municipio ubicado en el condado de Lake en el estado estadounidense de Dakota del Sur. En el año 2010 tenía una población de 113 habitantes y una densidad poblacional de 1,25 personas por km².

## Geografía
El municipio de Nunda se encuentra ubicado en las coordenadas 44°8′43″N 97°4′47″O / 44.14528, -97.07972. Según la Oficina del Censo de los Estados Unidos, el municipio tiene una superficie total de 90.16 km², de la cual 89,44 km² corresponden a tierra firme y (0,8 %) 0,73 km² es agua.

## Demografía
Según el censo de 2010, había 113 personas residiendo en el municipio de Nunda. La densidad de población era de 1,25 hab./km². De los 113 habitantes, el municipio de Nunda estaba compuesto por el 94,69 % blancos, el 0,88 % eran afroamericanos, el 1,77 % eran amerindios y el 2,65 % eran de una mezcla de razas. Del total de la población el 2,65 % eran hispanos o latinos de cualquier raza.